# アンドレイ・アファナシエフ
アンドレイ・イーゴレヴィチ・アファナシエフ（ロシア語: Андрей Игоревич Афанасьев、1964年5月15日 - ）は、現ロシア、モスクワ出身の元サッカー選手、サッカー指導者。現役時代のポジションはDF/MF。

## 経歴

### クラブ
アファナシエフはモスクワのサッカークラブ、PFC CSKAモスクワ、FCトルペド・モスクワ、 FCスパルタク・モスクワでの活動で知られている。スポーツマスター（1986年）。ソビエト連邦サッカーリーグでは79試合に出場し、3ゴールを記録。ロシア・プレミアリーグでは209試合に出場し、15ゴールを決めた。

### 代表
1993年から1995年の期間にロシア代表で4試合に出場している。
- 1993年2月13日。親善試合 アメリカ — ロシア 0:1. 58分にイゴール・レディアコフとの交代で出場[1]。
- 1993年2月17日。親善試合 エルサルバドル — ロシア 1:2. フル出場[2]。
- 1995年3月8日。親善試合 スロバキア — ロシア 2:1.  25分に退場[3]。
- 1995年5月31日。親善試合 ユーゴスラビア — ロシア 1:2. 途中出場。

### 指導者
サトゥルンで現役引退した後は同クラブでアシスタントコーチとして働いた。2003年にFCトルペド-ZILの監督に就任。2004年はFCヒムキでヘッドコーチの役職に就いた。2005年6月から2006年7月までは再びサトゥルンでアシスタントコーチとして働いた。2006年には女子サッカークラブのFCダナ・モスクワの監督に就任。昇格をかけたЦСК ВВС(サマーラ)との試合(ホーム・アンド・アウェー方式)では、9月29日のアウェー戦を1-3で下し、10月3日のホーム戦では1-0で勝利をして1部リーグ(2部相当)昇格を果たした。2007年、アマチュアサッカーリーグのモスクワ地方グループAに属するPFCドミトロフの監督に就任して、リーグ戦において2位にという成績を収めた。2009年1月12日から7月27日まではロシア・セカンドディビジョン(3部相当)所属のFCゼレノグラードで監督を務めた。2010年以降はFCアラニア・ウラジカフカスでアシスタントコーチとして働いている。

## タイトル

### クラブ
- FCトルペド・モスクワ
  - ロシア・カップ：1 (1992/1993)

### 個人
- ロシアリーグ最優秀選手33：No. 2 — 1992, 1993, 1994